# Carlos Aragão
Carlos Alberto Aragão de Carvalho Filho (Rio de Janeiro, 1951) é um cientista e físico brasileiro. Foi professor da PUC-Rio entre 1982 e 1993, e professor titular da UFRJ entre 1994 até 2016, quando se aposentou. Foi presidente do CNPq entre 2010 e 2011, e é membro da Academia Brasileira de Ciências (ABC) desde 1993.

## Formação e carreira
Carlos Alberto estudou física na PUC-Rio entre 1970 e 1973, fez mestrado em Física na mesma instituição entre 1974 e 1976, e obteve seu PhD em física pela Princeton University, Estados Unidos. Após se tornar doutor, foi para Genebra, na Suíça, trabalhar no CERN como pesquisador-associado, e em seguida foi para a França, onde trabalhou para a Universidade Paris XI, em Orsay, como professor-associado.
Retornou ao Brasil em 1982 e passou a trabalhar no Departamento de Física da PUC-Rio. Foi coordenador de pós-graduação em 1985, e também diretor de departamento de 1986 a 1988. Em 1989, retornou a Princeton como professor visitante. Retornou ao Brasil no ano seguinte, e ficou na PUC-Rio até o final de 1993.
Em 1994, passou em um concurso para professor titular da UFRJ, no Instituto de Física, onde atuou até sua aposentadoria em 2016. Durante sua estadia na universidade, já foi diretor do Instituto de Física.
Em janeiro de 2010, sucedeu Marco Antonio Zago como presidente do CNPq, e ocupou o cargo até janeiro de 2011, quando foi sucedido por Glaucius Oliva. Em 2019, assinou uma carta junto com outros seis ex-presidentes do CNPq sobre os perigos do corte no orçamento do órgão.
Outros cargos que ocupou incluem diretor do Centro Latino-Americano de Física (1994 a 1997), diretor de Inovação da Agência Brasileira de Desenvolvimento Industrial (ABDI) (assumiu em 2005), diretor do Centro Nacional de Pesquisa em Energia e Materiais (2011 a 2014) e diretor no INMETRO (2014 a 2016).
Após sua aposentadoria, se tornou consultor técnico da Agência Naval de Segurança Nuclear e Qualidade, da Marinha do Brasil.
É membro da Associação Nacional de Engenharia desde 2019, empossado em fevereiro de 2020.

## Prêmios
Em sua carreira, já foi agraciado com os prêmios Ordem Nacional do Mérito Científico (Comendador e Grã-Cruz), Ordem do Mérito Naval (Comendador), Medalha Tamandaré e Ordem do Mérito Cartográfico. Recebeu também a Ordem do Mérito Naval e Diplomas de Honra ao Mérito: da Engenharia da Marinha e Nuclear da ABDAN.
Em 2019, recebeu o Prêmio de Reconhecimento Nuclear da Associação Brasileira para o Desenvolvimento de Atividades Nucleares (ABDAN).